# Brooklyn Museum

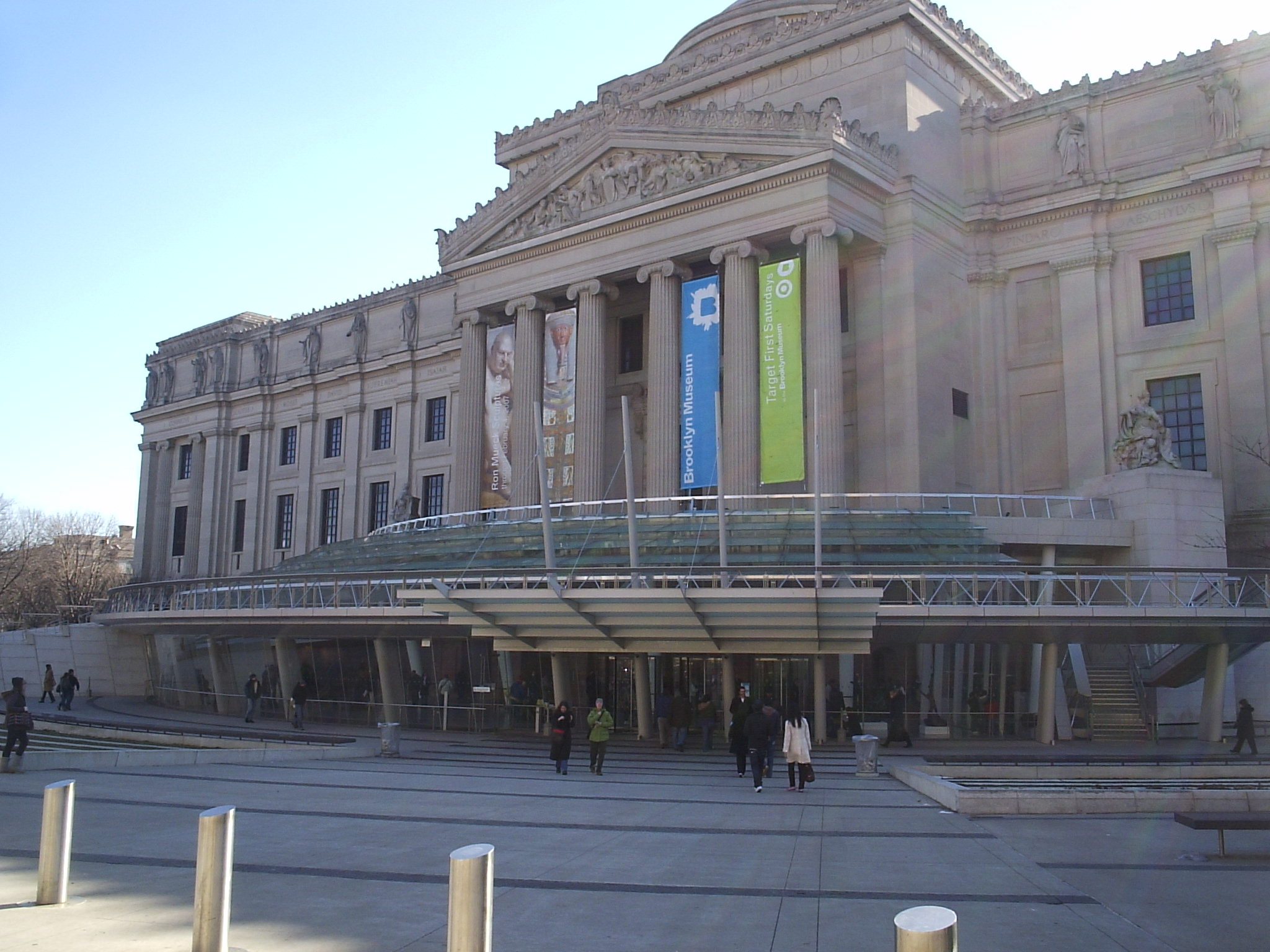
Brooklyn Museum.

Brooklyn Museum (mellan 1997 och 2004 Brooklyn Museum of Art) är ett konstmuseum i New Yorks stadsdel Brooklyn och ett av de största och äldsta museerna i USA. Byggnaden ritades av arkitektfirman McKim, Mead & White och var klar för öppning 1887.
Museet har bland annat en stor konstsamling och en papyrussamling (däribland Brooklyn-papyrusen).